# Зорин, Владимир Юрьевич
Влади́мир Ю́рьевич Зо́рин (род. 9 апреля 1948 года, Винница, Украинская ССР) — советский и российский политический деятель, доктор политических наук, министр Российской Федерации (2001—2004).

## Биография
В. Ю. Зорин окончил Ташкентский институт народного хозяйства в 1970 году и Академию общественных наук при ЦК КПСС в 1991 году.
C 1970 года преподавал экономику на кафедре планирования народного хозяйства Ташкентского института народного хозяйства. Позднее работал в ЦК комсомола Узбекистана, ЦК Компартии Узбекистана. В 1987—1991 годах — член ЦК КП УзССР. В 1986—1993 годах избирался народным депутатом Верховного Совета Узбекской ССР. В 1988—1990 годах — второй секретарь Каракалпакского обкома КПСС.
В 1991—1993 годах — заместитель постоянного представителя Кабинета министров Республики Узбекистан при Кабинете министров СССР (затем — при Правительстве РФ), 1-й секретарь Посольства Республики Узбекистан в РФ.
С 1993 года — первый вице-президент компании «Интеррос». В 1993—1995 годах — учитель истории и обществознания Учебно-воспитательного комплекса № 1614 «ЛИК» г. Москвы.
В 1995—1996 годах — заместитель руководителя, первый заместитель руководителя Территориального управления федеральных органов исполнительной власти в Чеченской Республике.
В 1996—2000 годах — депутат Государственной Думы Федерального Собрания Российской Федерации, председатель комитета по делам национальностей, член фракции НДР.
В 2000 году — заместитель руководителя исполкома Политсовета Всероссийского общественно-политического движения «Наш дом — Россия», член президиума политсовета общероссийского политического общественного движения «Единство».
В 2000—2001 годах — заместитель полномочного представителя президента Российской Федерации в Приволжском федеральном округе.
В 2001—2004 годах — министр Российской Федерации, курировал национальную политику.
В 2004—2005 годах — главный федеральный инспектор по Липецкой области аппарата полномочного представителя президента Российской Федерации в Центральном федеральном округе.
В 2005 году — главный федеральный инспектор по Нижегородской области аппарата полномочного представителя президента Российской Федерации в Приволжском федеральном округе.
С декабря 2005 по апрель 2009 года занимал должность заместителя полномочного представителя президента Российской Федерации в Приволжском федеральном округе.
С 2009 по 2019 год — заместитель директора Института этнологии и антропологии РАН.
С 5 марта 2001 года является действительным государственным советником Российской Федерации 2 класса.
В 2000 году защитил диссертацию на соискание учёной степени кандидата исторических наук по теме «Национальный вопрос в III Государственной Думе России 1907—1912 гг.». В 2003 году защитил диссертацию на соискание учёной степени доктора политических наук по теме «Государственная национальная политика в России: историко-политологический анализ». Заместитель председателя экспертного совета ВАК РФ по политологии (с 2018), позднее — председатель совета. По данным сетевого сообщества «Диссернет», в докторской диссертации В. Ю. Зорина содержатся некорректные заимствования.
С 2020 года — профессор департамента политологии Финансового университета при Правительстве Российской Федерации.
Действительный член Евразийской академии телевидения и радио, Международной академии информатизации, Академии педагогических и социальных наук. Член Союза писателей России. Автор нескольких монографий по национальному вопросу. Выпустил также несколько книг сказок и рассказов для детей под псевдонимом Юрий Володин.
Увлекается живописью, семейная коллекция В. Ю. Зорина насчитывает около 300 произведений живописи и графики. Основу собрания составляют работы художников российской провинции последней четверти XX — начала XXI века.
6 ноября 2018 года Зорин встречался с Егором Просвирниным в программе «Раскол» на радио «Эхо Москвы».[значимость факта?].

## Семья
Супруга — Зорина Наталья Николаевна. Работала в банке.
У Владимира Юрьевича и Натальи Николаевны четверо детей — Елена, Дмитрий, Юрий, Сергей и шестеро внуков.

## Награды
- Орден «За заслуги перед Отечеством» IV степени (23 октября 2023) — за заслуги в научной, педагогической и общественной деятельности[8]
- Орден Александра Невского (28 ноября 2018) — за большой вклад в развитие науки и многолетнюю плодотворную работу[9]
- Орден Дружбы (11 ноября 1998) — за заслуги перед государством, многолетний добросовестный труд и большой вклад в укрепление дружбы и сотрудничества между народами[10]
- Орден «Знак Почёта» (1980)
- Медаль «В память 850-летия Москвы» (1997)
- Медаль «За заслуги в проведении Всероссийской переписи населения» (2002)
- Медаль «В память 1000-летия Казани» (2005)
- Благодарность президента Российской Федерации (10 марта 2009) — за заслуги в государственной деятельности и многолетний добросовестный труд[11]
- Почётный знак «За укрепление межнационального мира и согласия» (Дагестан) (2018)[12]
- Лауреат премии президента Российской Федерации за вклад в укрепление единства российской нации 2021 года (3 ноября 2021)[13]